# Campeonato Asiático de Atletismo de 2023 - 800 m masculino
A prova dos 800 metros masculino do Campeonato Asiático de Atletismo de 2023 foi disputada nos dias 15 e 16 de julho de 2023, no Estádio Nacional, em Banguecoque, na Tailândia.

## Recordes
Antes desta competição, os recordes mundiais e do campeonato nesta prova eram os seguintes:
|                       | Nome               | Nacionalidade | Tempo     | Local       | Data                |
| --------------------- | ------------------ | ------------- | --------- | ----------- | ------------------- |
| Recorde mundial       | David Rudisha      | Quênia        | 1m 40s 91 | Londres     | 9 de agosto de 2012 |
| Recorde do campeonato | Majed Saeed Sultan | Catar         | 1m 44s 27 | Incheon     | 2005                |
| Recorde asiático      | Yusuf Saad Kamel   | Bahrein       | 1m 42s 79 | Fontvieille | 29 de julho de 2008 |

## Medalhistas
| Ouro                          | Prata               | Bronze                   |
| Abubaker Haydar Abdalla (QAT) | Krishan Kumar (IND) | Ebrahim Al-Zofairi (KUW) |

## Cronograma
Todos os horários são locais (UTC+7)
| Data        | Hora  | Evento  |
| ----------- | ----- | ------- |
| 15 de julho | 16:40 | Bateria |
| 16 de julho | 15:15 | Final   |

## Resultados

### Bateria
Qualificação: 2 atletas de cada bateria  (Q) mais os  2 melhores qualificados (q).
| Posição | Bateria | Atleta                    | Nacionalidade  | Tempo   | Notas            |
| ------- | ------- | ------------------------- | -------------- | ------- | ---------------- |
| 1       | 1       | Abubaker Haydar Abdalla   | Catar          | 1:48.78 | Q                |
| 2       | 1       | Liu Dezhu                 | China          | 1:48.85 | Q                |
| 3       | 1       | Mohammed Afsal            | Índia          | 1:48.86 | q                |
| 4       | 2       | Krishan Kumar             | Índia          | 1:48.97 | Q                |
| 5       | 2       | Abdirahman Saeed Hassan   | Catar          | 1:48.99 | Q                |
| 6       | 3       | Abdullah Al-Yaari         | Iêmen          | 1:49.33 | Q                |
| 7       | 3       | Ebrahim Al-Zofairi        | Kuwait         | 1:49.38 | Q                |
| 8       | 2       | Sho Kawamoto              | Japão          | 1:49.40 | q                |
| 9       | 2       | Hussain Mohsen Al-Farisi  | Omã            | 1:49.50 |                  |
| 10      | 3       | Mikuto Kaneko             | Japão          | 1:49.73 |                  |
| 11      | 2       | Chhun Bunthorn            | Camboja        | 1:50.09 | Recorde nacional |
| 12      | 1       | Mohammed Al-Suleimani     | Omã            | 1:50.54 |                  |
| 13      | 3       | Sobhan Ahmadi             | Irão           | 1:50.71 |                  |
| 14      | 1       | Muhamad Fazri Wan Zahary  | Malásia        | 1:50.94 | Recorde pessoal  |
| 15      | 1       | Musulman Dzholomanov      | Quirguistão    | 1:51.27 |                  |
| 16      | 1       | Kumal Som Bahadur         | Nepal          | 1:51.70 |                  |
| 17      | 3       | Abdulaziz Ladan Mohamed   | Arábia Saudita | 1:51.89 |                  |
| 18      | 2       | Lương Đức Phước           | Vietname       | 1:52.89 |                  |
| 19      | 3       | Li An-yi                  | Taipé Chinesa  | 1:53.84 |                  |
| 20      | 3       | Dawaanyam Myagmarsuren    | Mongólia       | 1:54.21 | Recorde pessoal  |
| 21      | 2       | Hussain Riza              | Maldivas       | 1:54.59 |                  |
| 22      | 3       | Avinesh Austin            | Malásia        | 1:55.29 |                  |
| 23      | 2       | Mohammed Dwedar           | Palestina      | 1:56.06 |                  |
| 24      | 1       | Manuel Belo Amaral Ataide | Timor-Leste    | 2:02.95 |                  |

### Final
A final ocorreu no dia 16 de julho às 15:15.
| Posição           | Atleta                  | Nacionalidade | Tempo   | Notas                |
| ----------------- | ----------------------- | ------------- | ------- | -------------------- |
| Medalha de ouro   | Abubaker Haydar Abdalla | Catar         | 1:45.53 | Recorde da temporada |
| Medalha de prata  | Krishan Kumar           | Índia         | 1:45.88 | Recorde pessoal      |
| Medalha de bronze | Ebrahim Al-Zofairi      | Kuwait        | 1:46.11 |                      |
| 4                 | Liu Dezhu               | China         | 1:46.77 | Recorde pessoal      |
| 5                 | Abdirahman Saeed Hassan | Catar         | 1:46.81 | Recorde da temporada |
| 6                 | Abdullah Al-Yaari       | Iêmen         | 1:48.71 |                      |
| 7                 | Mohammed Afsal          | Índia         | 1:48.77 |                      |
| 8                 | Sho Kawamoto            | Japão         | 1:49.59 |                      |

Legenda
| Recorde mundial       | Recorde mundial (World record)               |                       | Recorde africano                      | Recorde africano (African) |                                           | Q | Classificado por posição (Qualified) |
| Recorde do campeonato | Recorde do campeonato (Championship record)  | Recorde da América    | Recorde da América (Americas)         | q                          | Classificado por melhor tempo (Qualified) |   |                                      |
| Melhor marca do ano   | Melhor marca do ano (World leading)          | Recorde asiático      | Recorde asiático (Asian)              | DNS                        | Não largou (Did not start)                |   |                                      |
| Recorde nacional      | Recorde nacional (National record)           | Recorde europeu       | Recorde europeu (European)            | DNF                        | Não terminou (Did not finish)             |   |                                      |
| Recorde pessoal       | Recorde pessoal do atleta (Personal best)    | Recorde da Oceania    | Recorde da Oceania (Oceania)          | DSQ / DQ                   | Desclassificado (Disqualified)            |   |                                      |
| Recorde da temporada  | Recorde da temporada do atleta (Season best) | Recorde sul-americano | Recorde sul-americano (South America) | NM                         | Sem marca (No mark)                       |   |                                      |